# Septembre 1885

## Événements
- 6 septembre : le lieutenant de vaisseau Davoust prend le commandement de la canonnière Niger et descend le fleuve jusqu’à Diafarabé, entre Ségou et Mopti.

- 16 septembre : départ de l'expédition de Jules Borelli au Kaffa, en Éthiopie (fin en novembre 1888).

- 18 septembre : la principauté de Bulgarie s’agrandit de la Roumélie orientale à l’issue d’un soulèvement parti de Konaré (en) près de Plovdiv. Après avoir chassé le gouverneur de la Roumélie orientale, le président du gouvernement provisoire proclame Alexandre Ier prince des Bulgaries-Unies.

- 28 septembre : loi des Sexagénaires au Brésil : tous les esclaves âgés d’au moins soixante ans sont libres. Leur maître peut exiger d’eux trois ans de travail.

## Naissances
- 9 septembre : Paul Henckels, acteur allemand († 27 mai 1967).
- 11 septembre : D.H Lawrence, écrivain (L'Amant de Lady Chatterley) († 2 mars 1930).
- 14 septembre : Jules Merlot, homme politique belge († 31 janvier 1959).
- 17 septembre : George Cleveland, acteur canadien († 15 juillet 1957).
- 22 septembre : Erich von Stroheim, acteur, scénariste et réalisateur († 12 mai 1957).

## Décès
- 11 septembre : Henri Charles Antoine Baron, peintre et illustrateur français (° 23 juin 1816).